# Aomi Muyock
Aomi Muyock, née le 14 janvier 1989 dans le canton du Tessin, est une mannequin et actrice suisse.

## Biographie
Aomi Muyock a grandi au Tessin et, de ce fait, parle couramment le français et l'italien ainsi que l'anglais. Sa mère est peintre, photographe et écrivaine tandis que son père est sculpteur et peintre. Elle a fait ses débuts en tant qu'actrice en 2015 dans le drame érotique en 3D Love. Ce film controversé de Gaspar Noé intègre des scènes de sexe non simulées,,,,.

## Filmographie
- 2015 : Love de Gaspar Noé : Electra
- 2018 : Scenario d'Alex Avella et Alessandro de Leo : Sophie
- 2018 : Jessica Forever de Caroline Poggi et Jonathan Vinel : Jessica